# Fernando Tambroni-Armaroli
Fernando Tambroni-Armaroli (Ascoli Piceno, 25 de novembre de 1901 - Roma, 18 de febrer de 1963 és un polític democràta cristiana italià.
Va començar la seva carrera política en el Partit Popular Italià. Després de la Segona Guerra Mundial es converteix en diputat de la Democràcia Cristiana i posteriorment en Ministre de la Marina Mercant (1953-1955) i d'Interior (1955-1959).
En 1960 es convertia en Primer Ministre, amb un panorama parlamentari en crisi. Enfrontat al centreesquerra va formar un govern d'un únic partit sense majoria absoluta. Per superar el determinant vot de confiança, va acceptar el suport dels neofeixistes del Moviment Social Italià, buscant sufocar el descontentament en el país amb una acció enèrgica i autoritària. Es van succeir manifestacions, particularment violentes, arribant als 13 morts. Tambroni, aïllat també en el seu propi partit va ser obligat a dimitir.